# Oederemia nigrescens
Oederemia nigrescens là một loài bướm đêm trong họ Noctuidae.